# Raadhuis (Noordwijk)
Het Raadhuis van de Nederlandse plaats Noordwijk werd in 1887 aan de Voorstraat gebouwd.
Architect Nicolaas Molenaar sr. ontwierp het gebouw in neoclassicistische stijl. De eerste steen werd gelegd op 14 april 1887 gelegd. Het werk werd uitgevoerd door aannemer A.J. Overmeer. De bouw kostte fl. 19.000,-.
Waarschijnlijk maakte Nicolaas Molenaar ook hiervoor het ontwerp dat stilistisch aansluit bij het oudere gedeelte, wat in 1924 uitgevoerd werd door aannemer K. de Bes.
De bovenlichten van de verdiepingsvensters zijn in 1926 voorzien van gebrandschilderde ramen met wapens van de heren van Noordwijk van de twaalfde tot de negentiende eeuw en de verschillende burgemeesters van Noordwijk sinds 1841. De ramen werden vervaardigd door Atelier Bogtman uit Haarlem.
De naoorlogse uitbreiding van het gemeentehuis valt buiten de bescherming als rijksmonument.
Het gemeentehuis staat op de hoek van de Voorstraat en de Zeestraat tegenover de Grote Kerk, naast het Raadhuisplein. De hoofdgevel met de oorspronkelijke hoofdentree grenst aan de Zeestraat. Het raadhuis heeft een hoge stedenbouwkundige waarde vanwege de zeer beeldbepalende situering aan de Voorstraat binnen het beschermde dorpsgezicht van Noordwijk-Binnen.

## Uitbreiding raadhuis met nieuwbouw
In de jaren 80 is het raadhuis flink uitgebreid met nieuwbouw, aan de noordwestzijde. Het was gereed op 3 september 1987 en ter ere van de opening werd nabij het gemeentehuis een kunstwerk van brons, "raadsvrouwe" geplaatst, aan een aluminium paal. Ook werd de omgeving deels vernieuwd en ontstond er het Raadhuisplein, met keien als ondergrond en een bronzen beeld. Het oude raadhuis zelf werd ook opgeknapt: de gevel werd gereinigd en er werden allerlei werkzaamheden uitgevoerd, zoals gedeeltelijke restauratie.

## Woerden
In de gemeente Woerden wilde men in 1887 ook een nieuw raadhuis bouwen. Men was onder de indruk van het ontwerp van Molenaar, maar burgemeester Schalij wilde niet te veel geld uitgeven. Toen hij de bouwtekeningen van de Noordwijkse burgemeester had gekregen, liet hij deze door de gemeentelijke architect Cornelis Fluijt kopiëren. Dat gebeurde door de tekening simpelweg in spiegelbeeld over te tekenen. Deze kwestie leidde uiteindelijk tot de invoering van het auteursrecht op architectonische ontwerpen. Molenaar mocht ter compensatie in Woerden enkele bedrijfsgebouwen en de Sint-Bonaventurakerk bouwen. Het raadhuis van Woerden leek sterk op het raadhuis van Noordwijk, als een broertje of zusje, vanaf 1994 wordt het gebouw niet meer als raadhuis gebruikt. Het werd sinds de bouw in 1887 enkele keren uitgebreid, maar was nooit groot genoeg voor het hele ambtelijke apparaat van Woerden.

## Oude raadhuis
Het oude raadhuis was aan de Heilige Geestweg, op de hoek van de Kerkstraat. Het pand werd tot 1887 gebruikt en bleef tot 1927 nog in de oude staat, waarna de fa. Baalbergen in het pand trok en het pand verbouwde.

### Galerij, zowel oude raadhuis (tot 1887) als nieuwe raadhuis (vanaf 1887)

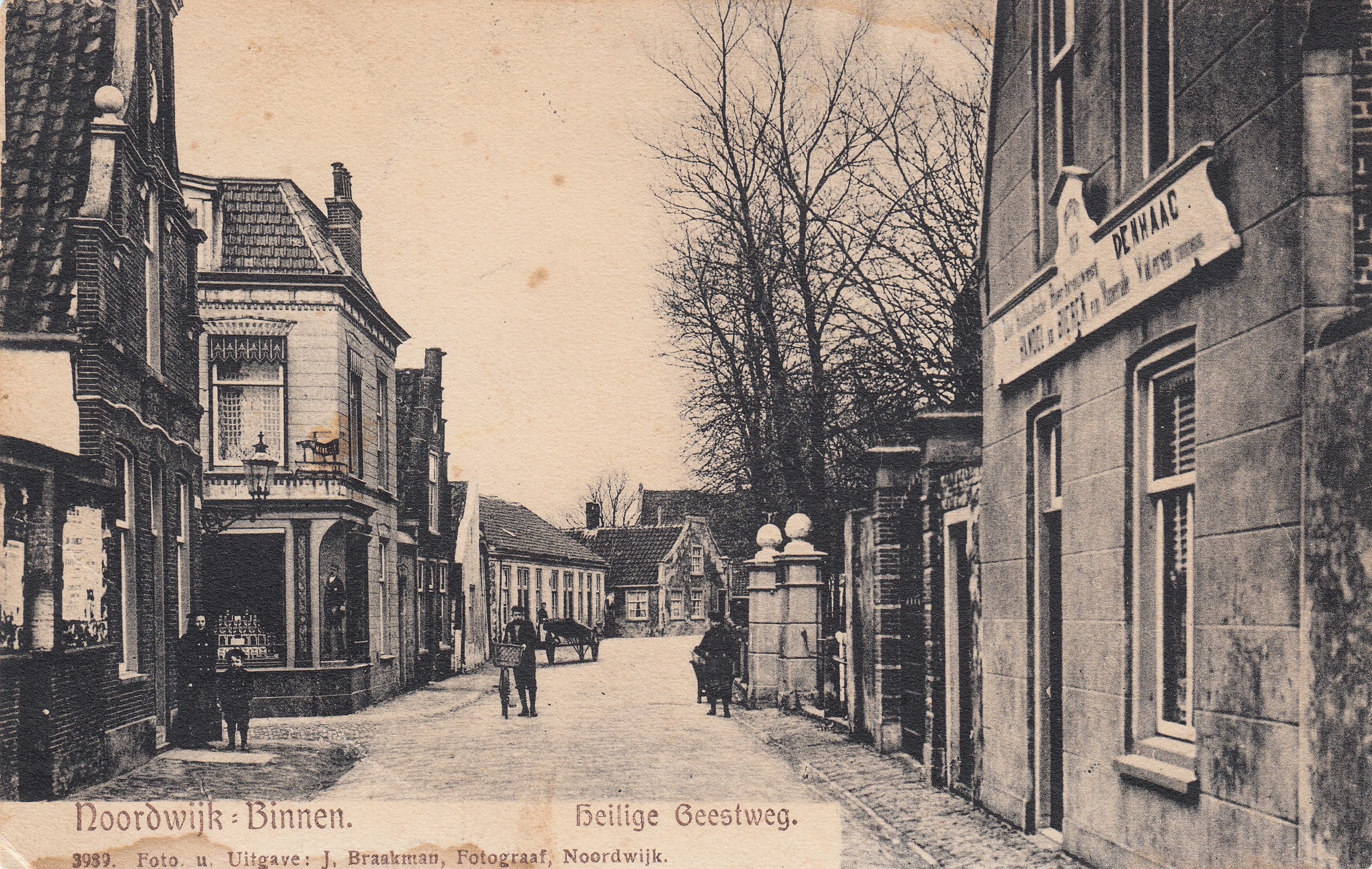
Het voormalige raadhuis aan de Heilige Geestweg, nog in oude staat, maar niet meer in gebruik, links op de foto, 1907
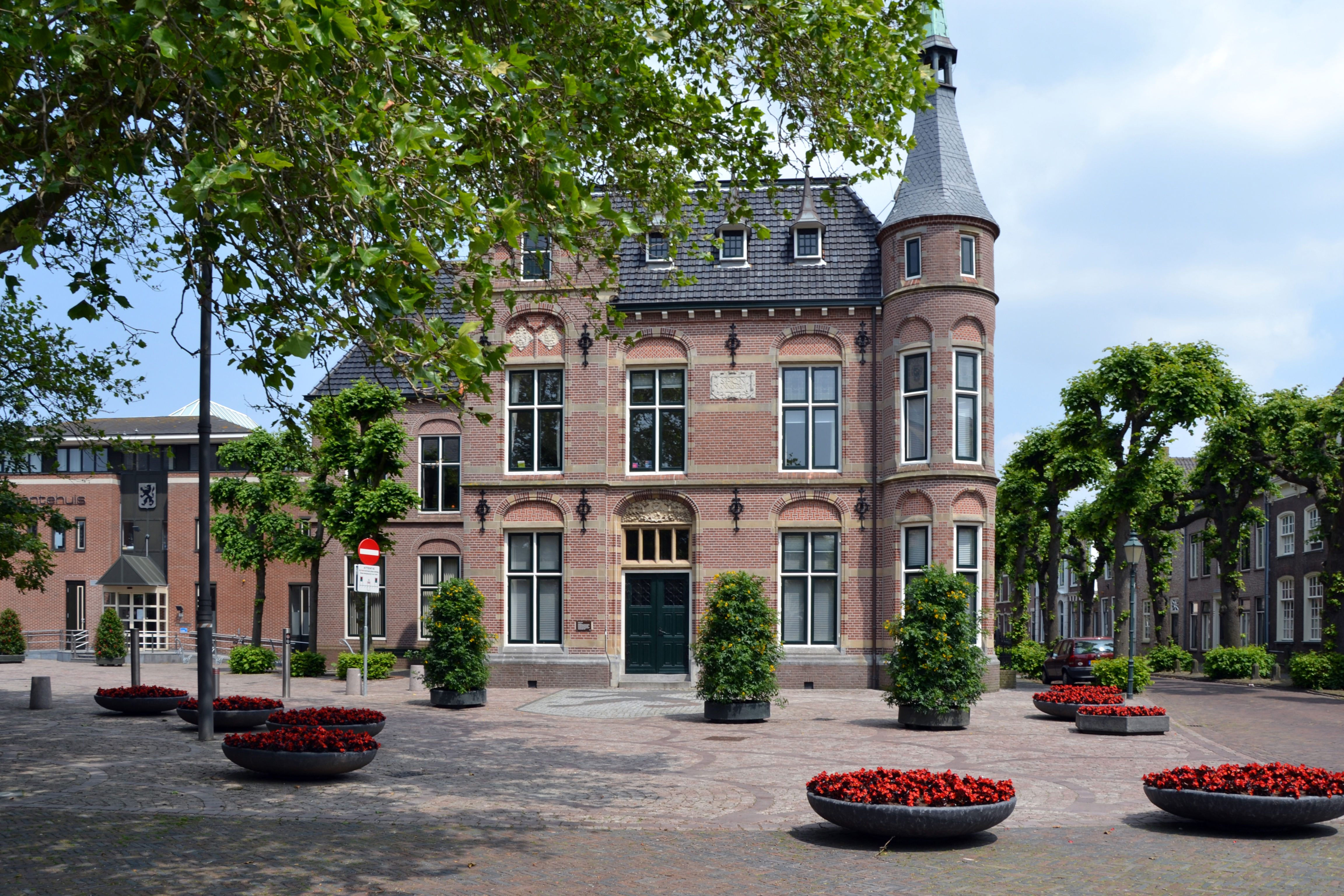
Het raadhuis op 10 juli 2013, met de nieuwbouw links
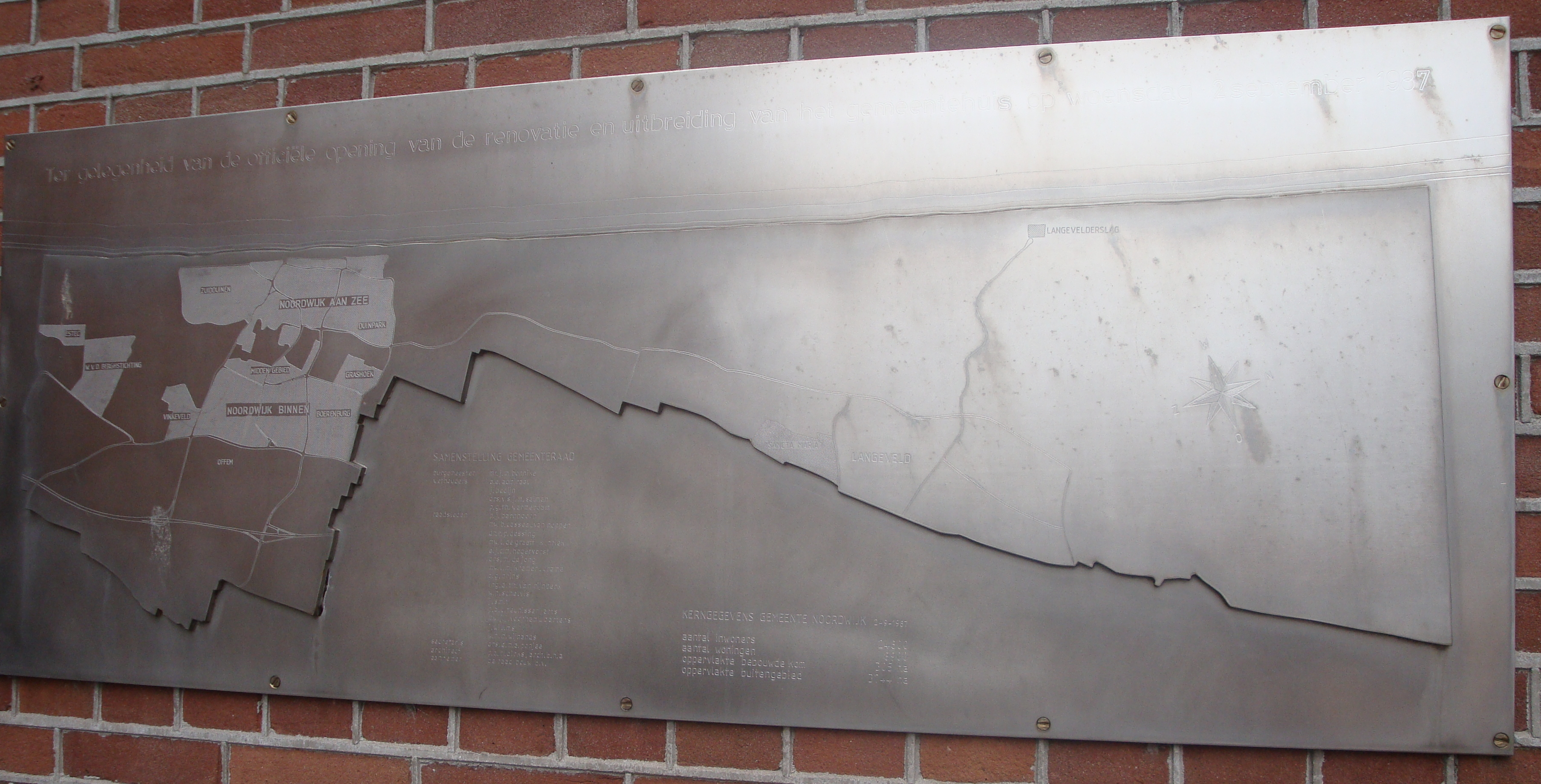
Stalen plaat met tekst, in de ingang van het gemeentehuis, vanwege de opening van de nieuwbouw in 1987
Oude raadhuis in 1887, RCE
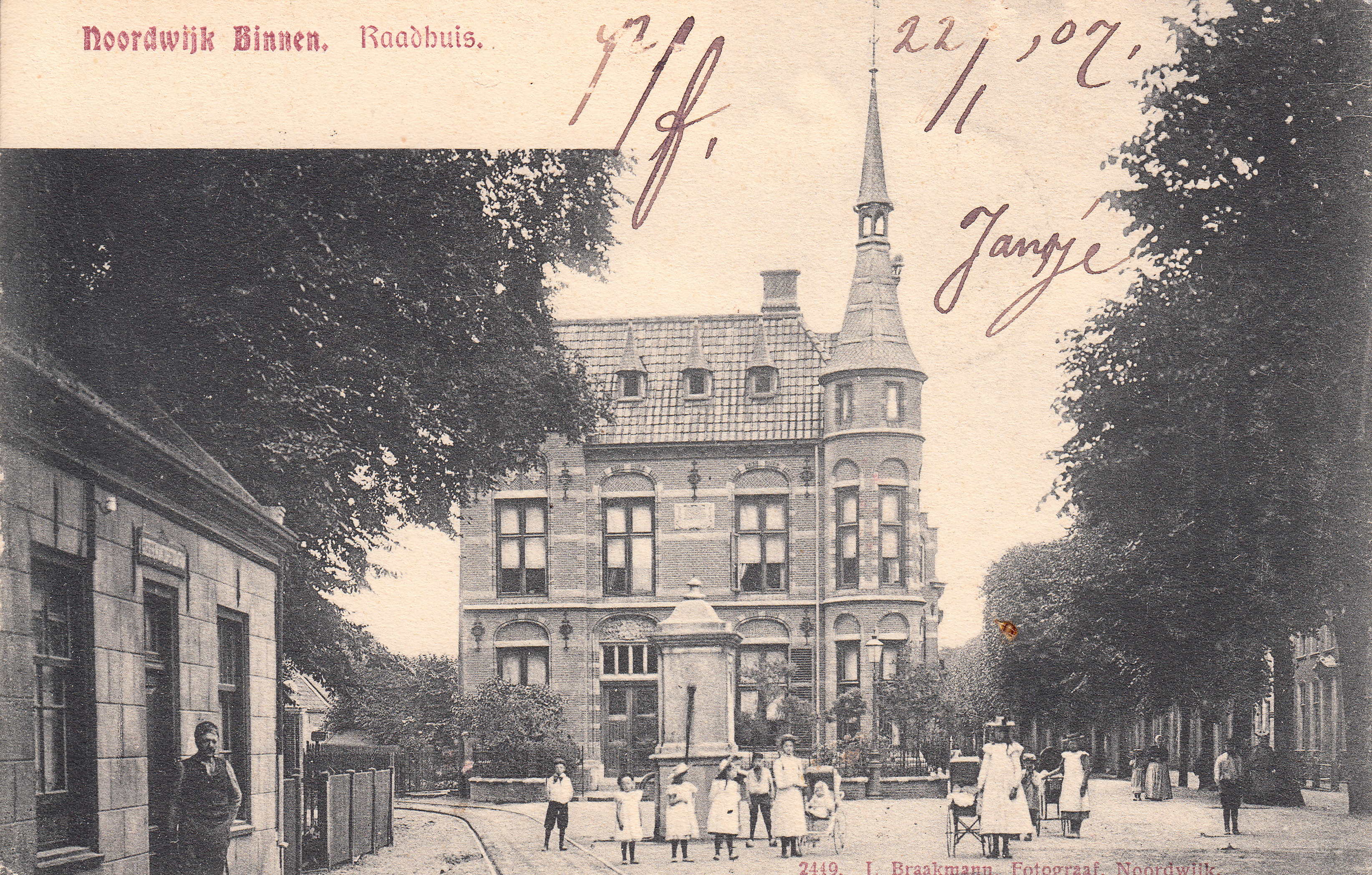
Het raadhuis aan de Voorstraat in 1905